# Șîșakî, Sokal
Șîșakî (în ucraineană Шишаки) este un sat în comuna Butînî din raionul Sokal, regiunea Liov, Ucraina.

## Demografie
Componența lingvistică a localității Șîșakî
     Ucraineană (100%)
Conform recensământului din 2001, toată populația localității Șîșakî era vorbitoare de ucraineană (100%).